# 斯圖基鎮區 (伊利諾伊州聖克萊爾縣)
斯圖基鎮區（英語：Stookey Township）是位於美國伊利諾伊州聖克萊爾縣的一個行政鎮區。

## 地方資料
根據2010年美國人口普查的數據，斯圖基鎮區的面積為71.10平方千米，當中陸地面積為70.60平方千米，而水域面積為0.50平方千米。當地共有人口9404人，而人口密度為每平方千米132.26人。